# Phaenocarpa convexinotum
Phaenocarpa convexinotum är en stekelart som beskrevs av Fischer 1975. Phaenocarpa convexinotum ingår i släktet Phaenocarpa och familjen bracksteklar. Inga underarter finns listade i Catalogue of Life.